# Буртаиль
Буртаиль (фр. Bourtail) — деревня и супрефектура в Чаде, расположенная на территории региона Ваддай. Входит в состав департамента Уара.

## Географическое положение
Деревня находится в восточной части Чада, к северу от сезонно пересыхающей реки Батха, на высоте 764 метров над уровнем моря.
Буртаиль расположен на расстоянии приблизительно 714 километров к востоку-северо-востоку (ENE) от столицы страны Нджамены.

## Население
По данным официальной переписи 2009 года численность населения Буртаиля составляла 22 133 человека (10 170 мужчин и 11 963 женщины). Население супрефектуры по возрастному диапазону распределилось следующим образом: 51,7 % — жители младше 15 лет, 41,5 % — между 15 и 59 годами и 6,8 % — в возрасте 60 лет и старше.

## Транспорт
Ближайший аэропорт расположен в городе Аде.